# (19007) Nirajnathan
(19007) Nirajnathan est un astéroïde de la ceinture principale d'astéroïdes.

## Description
(19007) Nirajnathan est un astéroïde de la ceinture principale d'astéroïdes. Il fut découvert le 2 septembre 2000 à Socorro (Nouveau-Mexique) par LINEAR. Il présente une orbite caractérisée par un demi-grand axe de 2,27 UA, une excentricité de 0,16 et une inclinaison de 5,1° par rapport à l'écliptique.

## Compléments